# Prentenboek
Een prentenboek is een boek waar tekst en illustraties elkaar aanvullen en samen een kort verhaal vertellen. 

## Toelichting

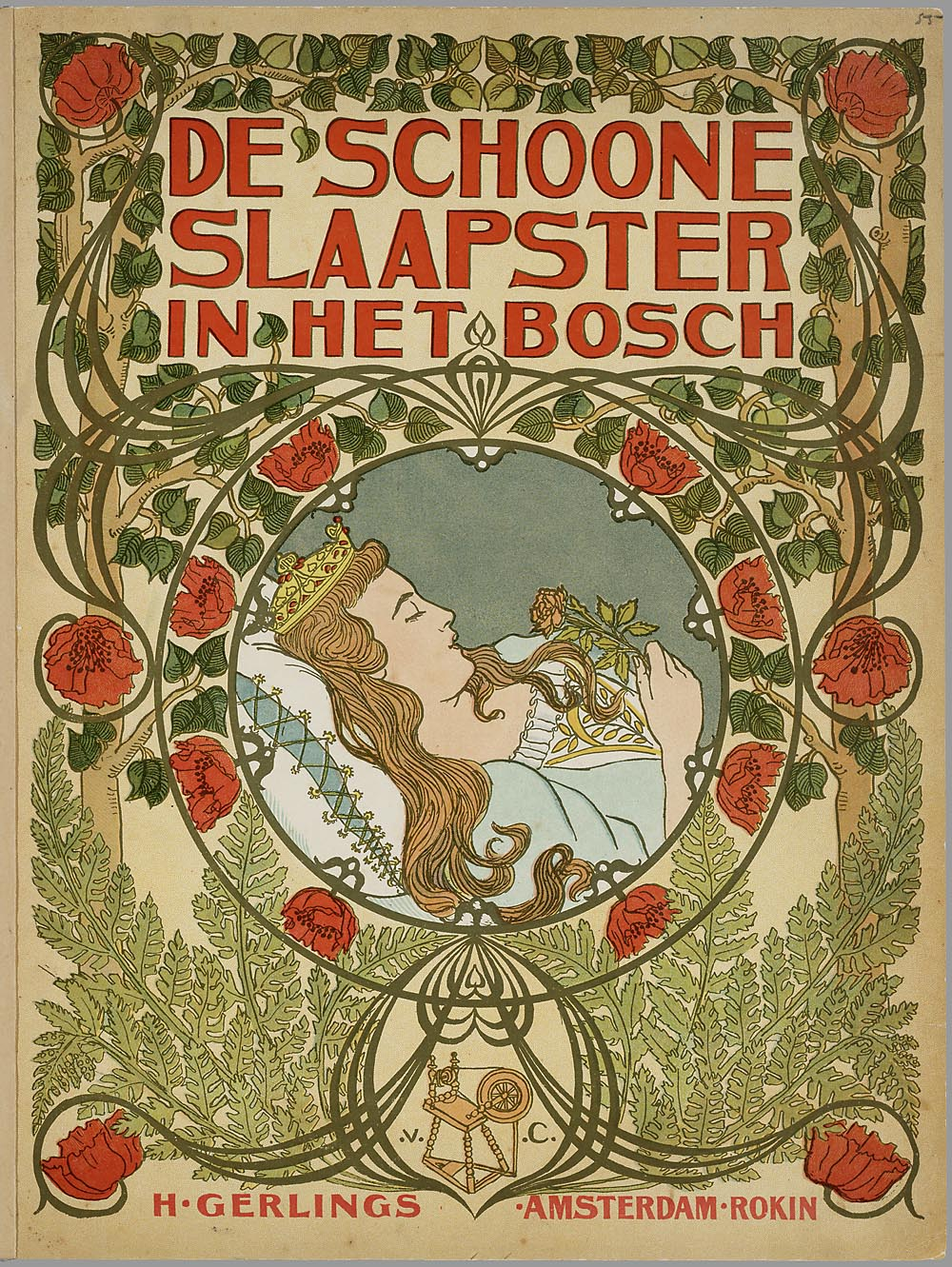
Boekomslag voor De schoone slaapster in het bosch, een interpretatie van het verhaal van Doornroosje uit 1898 met tekeningen van Johann Georg van Caspel

Een prentenboek heeft niet veel tekst en bevat gemiddeld tussen de 24 en 48 pagina's. Het wordt veelal voorgelezen aan peuters en kleuters in een leeftijd van twee tot en met zes jaar, omdat die nog niet zelfstandig kunnen lezen. Vooral de illustraties spreken deze jonge kinderen aan, zodat ze het verhaal goed kunnen begrijpen. Er bestaan tevens prentenboeken voor oudere kinderen en zelfs voor volwassenen. 
Tot de bekendste vroege prentenboeken behoren Struwwelpeter van Heinrich Hoffmann uit 1845 en de Peter Rabbit (Pieter Konijn)-boeken van Beatrix Potter, gepubliceerd vanaf 1902.
Bekende prentenboeken zijn:
- Max en de Maximonsters van Maurice Sendak
- De Gruffalo van Julia Donaldson
- Rupsje Nooitgenoeg van Eric Carle
- Hondje Eigenwijs van Janette Sebring Lowrey
- De mooiste vis van de zee van Marcus Pfister
- Raad eens hoeveel ik van je hou van Sam McBratney  en Anita Jeram
- Groene eieren met ham en De kat met de hoed van Dr. Seuss

## Bekende Nederlandstalige auteurs en illustratoren van prentenboeken
- Lieve Baeten
- Dick Bruna
- Jet Boeke
- Marianne Busser
- Ron Schröder
- Carll Cneut
- Charlotte Dematons
- Imme Dros
- An Melis
- Jaklien Moerman
- Milja Praagman
- Loes Riphagen
- Liesbet Slegers
- Thé Tjong-Khing
- Isabelle Vandenabeele
- Guido Van Genechten
- Annemarie van Haeringen
- Tjibbe Veldkamp
- Max Velthuijs

## Bekende buitenlandse auteurs en illustratoren van prentenboeken
- Dr. Seuss
- Maurice Sendak
- Eric Carle
- Chris Haughton
- Julia Donaldson
- Shel Silverstein
- Robert McCloskey
- Marcus Pfister
- Ingrid Schubert en Dieter Schubert

## Bekende prentenboek series en karakters
- Nijntje van Dick Bruna
- Kikker van Max Velthuijs
- Dribbel van Eric Hill
- Dikkie Dik van Jet Boeke
- Elmer van David McKee